# Неми (језеро)
Језеро Неми је језеро мале површине (1,67 km2) кружног облика удаљено 30 km јужно од Рима, у регији Лацио, у Италији. Смештено је у Албанским брдима, испод града Немија, по коме је добило име.
Језеро Неми настало је у древном вулканском кратеру формираном пре најмање 36 000 година.
Познато је по великим потопљеним римским бродовима изграђеним под царем Калигулом.